# Солиньяк, Луис
Луис Эмилио Солиньяк (исп. Luis Emilio Solignac; род. 16 февраля 1991, Буэнос-Айрес, Аргентина) — аргентинский футболист, нападающий клуба «Сан-Антонио».

## Клубная карьера

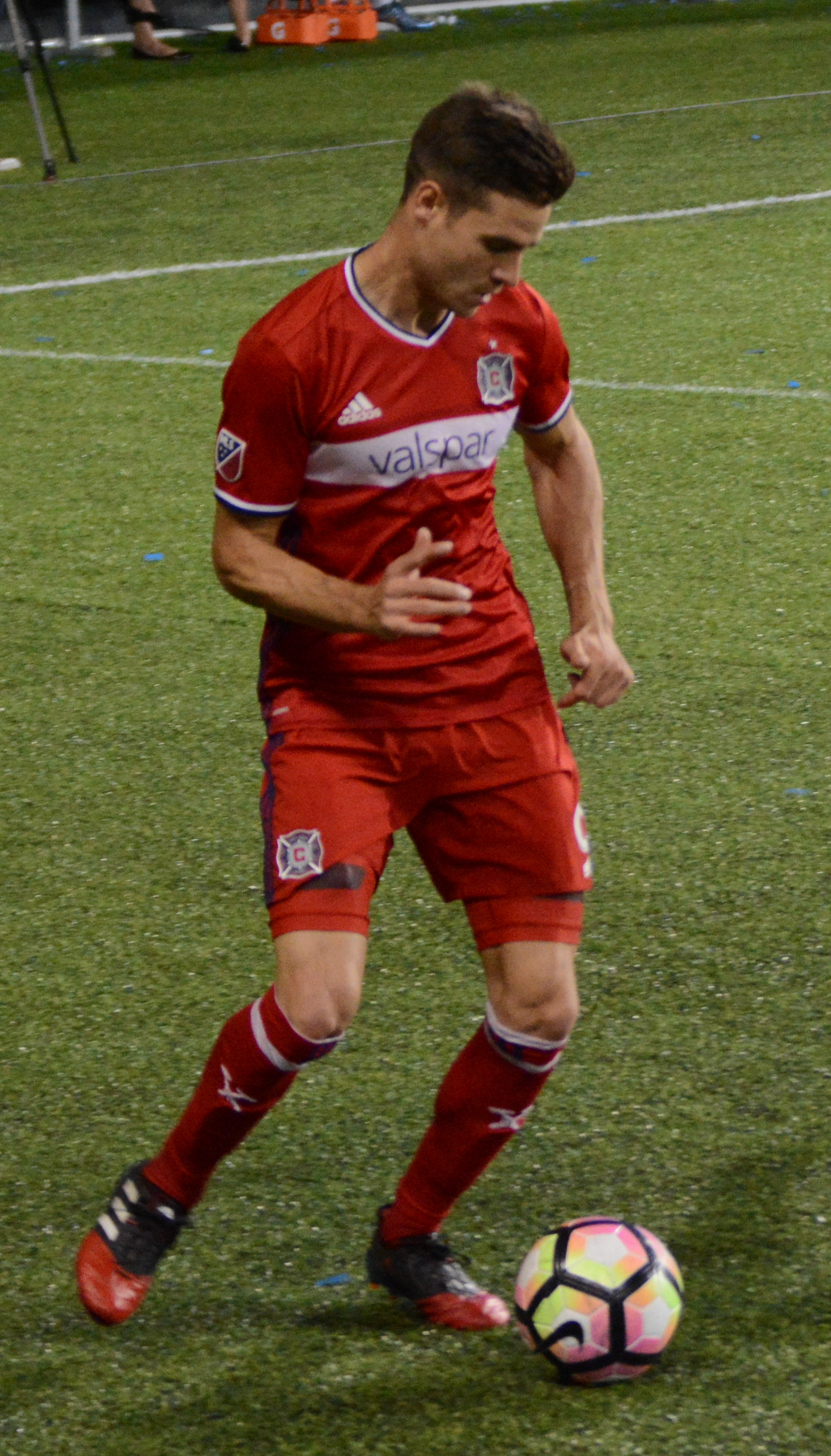
Солиньяк в составе «Чикаго Файр»

Солиньяк — воспитанник клуба «Платенсе» из Висенте-Лопес. В 2008 году он дебютировал за основной состав в Примере B. В 2009 году Луис перешёл в португальскую «Брагу», но выступал только за молодёжную команду. В 2012 году он был отдан в аренду в «Банфилд», но и там не сыграл за основной состав ни минуты. В начале 2013 года Солиньяк на правах аренды присоединился к шведскому «Юргордену». 31 марта в матче против «Хельсингборга» он дебютировал в Аллсвенскане. 12 мая в поединке против «Мальмё» Луис забил свой первый гол за «Юргорден». В августе того же года Солиньяк был арендован финским клубом «Мариехамн». 21 августа в матче против «Йювяскюли» он дебютировал в Вейккауслиге. В этом же поединке Луис сделал «дубль», забив свои первые голы за «Мариехамн». В 2014 году он забил 14 голов и совместно с Юнасом Эметом стал лучшим бомбардиром чемпионата Финляндии.
В начале 2015 года Солиньяк на правах свободного агента перешёл в «Нуэва Чикаго». 17 февраля в матче против «Бельграно» он дебютировал в аргентинской Примере. 27 февраля в поединке против «Арсенала» из Саранди Луис забил свой первый гол за «Нуэва Чикаго».
В мае 2015 года Солиньяк перешёл в американский «Колорадо Рэпидз». 23 мая в матче против канадского «Ванкувер Уайткэпс» он дебютировал в MLS. 2 апреля 2016 года в поединке против «Торонто» Луис забил свой первый гол за «Колорадо Рэпидз».
3 августа 2016 года Солиньяк был обменян на Себастьена Ле Ту в «Чикаго Файр». 6 августа в матче против «Реал Солт-Лейк» он дебютировал за новую команду. 20 августа в поединке против «Монреаль Импакт» Луис забил свой первый гол за «Чикаго Файр». По окончании сезона 2018 «Чикаго Файр» не стал продлевать контракт с Солиньяком.
31 января 2020 года Солиньяк подписал контракт с клубом Чемпионшипа ЮСЛ «Сан-Антонио». В подэлитном дивизионе США он дебютировал 7 марта в матче стартового тура сезона против «Реал Монаркс», отметившись результативной передачей. 1 августа в матче против «Остин Боулд» он забил свои первые голы за «Сан-Антонио», сделав дубль.
26 октября 2020 года Солиньяк перешёл в клуб чилийской Примеры B «Сан-Луис Кильота».
4 февраля 2021 года Солиньяк подписал контракт с клубом Чемпионшипа ЮСЛ «Эль-Пасо Локомотив». За «Локомотив» он дебютировал 8 мая в матче против «Нью-Мексико Юнайтед». 22 мая в матче против «Рио-Гранде Валли Торос» он забил самый быстрый гол в истории «Локомотива», отличившись на 18-й секунде встречи. 8 декабря Солиньяк переподписал контракт с «Эль-Пасо Локомотив» на сезон 2022. 24 октября 2022 года Солиньяк перезаключил контракт с «Эль-Пасо Локомотив» на сезон 2023. 12 декабря 2023 года было объявлено об уходе Солиньяка из «Эль-Пасо Локомотив».
14 декабря 2023 года Солиньяк вернулся в «Сан-Антонио».

## Достижения
Индивидуальные
- Лучший бомбардир Вейккауслиги: 2014 (14 мячей; совместно с Юнасом Эметом)